# Кордон блю (страва)
Кордон блю, кордон бльо (фр. cordon bleu [kɔʁdɔ̃ˈblø] — синя стрічка) — панірований в сухарях шніцель з телятини, начинений сиром і шинкою, ймовірно рецепт швейцарської кухні. Щодо походження назви страви є кілька версій. Мабуть, шніцель «кордон блю» був переможцем одного з кулінарних конкурсів у Франції. Можливо, шніцель раніше перев'язували синьою стрічкою. За ще однією версією Людовик XV вручив орден Синьої стрічки куховарці мадам Дюбаррі, і з того часу цією назвою жартома нагороджували всіх хороших кухарів і страви. За четвертою версією на створення кордон блю кухаря однієї заможної базельської сім'ї надихнули сині стрічки у волоссі дівчаток, що гралися на подвір'ї.
Для приготування кордон блю між двома тонкими шніцелями або в один більш товстий шніцель з прорізаною у ньому кишенею кладуть по одній скибочці сиру (Емменталь, Грюєр або Раклет) і нежирної варено- або сирокопченої шинки. Краї скріплюють за допомогою дерев'яних шпажок. Потім шніцель панірують у борошні, яйці й сухарях і смажать на топленому маслі. Замість телятини також використовують свинину та курячі грудки.